# Bazel
Bazel är en ort i Belgien.   Den ligger i provinsen Östflandern och regionen Flandern, i den centrala delen av landet, 30 kilometer norr om huvudstaden Bryssel. Bazel ligger 14 meter över havet och antalet invånare är 5 242.
Terrängen runt Bazel är mycket platt. Runt Bazel är det tätbefolkat, med 762 invånare per kvadratkilometer.. Närmaste större samhälle är Antwerpen, 10,7 kilometer nordost om Bazel. 
Runt Bazel är det i huvudsak tätbebyggt.